# Pont Neuf (Montauban)
Die Pont Neuf (Neue Brücke) überbrückt den Tarn in Montauban im Département Tarn-et-Garonne in der französischen Region Okzitanien.
Sie ist die zweite Brücke in der Stadt nach der 1302 bis 1335 erbauten, etwa 300 m flussabwärts stehenden Pont Vieux (Alte Brücke) und verbindet die südlich der Altstadt gelegene Rue de l’Abbaye mit der zum Bahnhof führenden Rue Jean Jaurès.

## Der Fluss Tarn
Der den südlichen Teil des Massif Central durchfließende Tarn ist in trockenen Sommermonaten scheinbar ein unbedeutendes Flüsschen, das unter Touristen vor allem durch die Gorges du Tarn und das Viaduc de Millau bekannt ist. Er steigt jedoch von einem mittleren Niedrigwasser im August von 55 m³/s auf rund 400 m³/s im Dezember und Februar/März an und kann innerhalb 12 Stunden um 6 m ansteigen. Das Jahrhunderthochwasser von 1766 wäre nur knapp unter der Brücke durchgeflossen.
Zur Zeit des Baus der Brücke wurde sein östliches Ufer bei der Brücke noch von der Ile de Sapiac gebildet, hinter der der sich der Canal de Lussac befand. Dieser Kanal ist mittlerweile unter der Rue Alphonse Jourdain verschwunden.

## Beschreibung
Entsprechend der von François Hennebique verfassten Ausschreibung sah das erfolgreiche Angebot von Simon Boussiron eine zweispurige Bogenbrücke aus Stahlbeton mit drei Bögen und obenliegender Fahrbahn vor. Bei der Vergabe wurde der Entwurf geändert in eine 137 m lange Brücke mit zwei Bögen über den Tarn, eine 20 m lange Mauerwerksüberbauung der Ile de Sapiac und eine gesonderte 30 m lange Stabbogenbrücke aus Beton über den Canal de Lussac.
Bei der Bogenbrücke war Boussiron darauf bedacht, einem Hochwasser so wenig Widerstand wie möglich zu bieten. Die zwei Bögen mit Stützweiten von 56 m und 53 m sind Dreigelenkbögen, die mit ihren seitlichen Gelenken auf Bogenansätzen gelagert sind, die 4,5 m weit aus den Widerlagern und dem Pfeiler in der Mitte des Flusses auskragen. In der Fahrbahnplatte sind darüber ebenfalls Gelenke angeordnet. Dadurch war es möglich, auf dem nur bis zu den Bogenansätzen reichenden Pfeiler einen Rahmen mit einer großen Öffnung vorzusehen, der an die Öffnungen in der Pont Neuf und in der Pont des Catalans in Toulouse erinnert. Vergleichbare Öffnungen befinden sich in den 10 und 12 m langen Widerlagern. Die Bogenschenkel bilden mit dem Abschnitt des Fahrbahnträgers darüber statisch einen Einhängeträger, der besonders leicht ausgeführt werden konnte.
Auch die 20 m lange Überbauung der Insel war zunächst als eine Reihe von rechteckigen Durchlässen vorgesehen, die erst später mit Mauern verschlossen wurden.
Das Brückenbauwerk wurde 1913 fertiggestellt und dem Verkehr übergeben.
2005 wurde es als Monument Historique unter Denkmalschutz gestellt.